# Gianni De Martino
Gianni De Martino (Angri, 9 febbraio 1947) è un giornalista, scrittore e attivista italiano.

## Biografia
Nel 1956 si trasferisce con la famiglia a Castellammare di Stabia, dove nel 1963, a sedici anni, diventa redattore della rivista La voce di Stabia., aderisce al circolo locale della Federazione Giovanile Comunista Italiana (FGCI),  conosce e frequenta Giorgio Napolitano, allora segretario della federazione di Napoli, e frequenta la scuola del P.C.I. alle Frattocchie, diretta da Alessandro Natta. Nel 1967, lascia la vita politica e, trasferitosi a Milano, diventa redattore-capo della rivista Mondo Beat, il primo giornale underground italiano, di cui ha curato il num.5 con  l'editore Giangiacomo Feltrinelli affinché questo ultimo numero fosse stampato in una delle sue tipografie e distribuito nella rete nazionale.
Dopo Mondo Beat viaggia in Tunisia e Algeria, e dal novembre del 1967 si trasferisce in Marocco, dove sarà residente tra Marrakech e Essaouira fino al 1976. Frequenta l'Ecole des Beaux-Arts di Casablanca, diretta da Farid Belkahia, e la redazione di Integral, rivista di creazione plastica e letteraria, co-fondata nel 1972 da Mohamed Melehi, figura influente nel modernismo marocchino, insieme a Toni Maraini, nella cui casa di Rue Rouget de l'Isle a Casablanca, frequentata da numerosi artisti incontra, tra gli altri, Alberto Moravia e Pier Paolo Pasolini spesso in viaggio in Marocco. Si dedica alla pittura su vetro e il 1 marzo 1973 partecipa presso il Consolato generale d'Italia di Casablanca alla prima esposizione degli artisti italiani in Marocco. A Marrakech nell'aprile del 1968 conosce Otis Cook (aka Lee Heater), membro di The Brotherhood of Eternal Love, e frequenta un gruppo di hippies idealisti affascinati dal potenziale dell'LSD nel migliorare la qualità della vita, tra cui Bernadine Coverley, venuta in Marocco con le sue due piccole figlie Bella ed Esther Freud avute con il pittore Lucian Freud, e Graham Plinston da prima che diventasse, insieme a Howard Marks, detto Mr Nice, il principale importatore di erba nel Regno Unito agli inizi degli anni '70. Da Marrakech, e poi durante un viaggio a Parigi nel 1970, corrisponde con Jean-Claude Bailly e Gérard Rutten, all'origine del gruppo di ricerca "Mandala" che negli anni 1964-1966, in contatto con Timothy Leary, concentrava le sue attività allo studio delle sostanze psichedeliche e i riti della loro sperimentazione. Oltre che in Nord Africa, India ,Nepal e diversi paesi europei ha viaggiato in Israele, Turchia, Stati Uniti, Messico.   
A Essaouira, nel luglio del 1969, incontra Georges Lapassade, docente di Scienza dell'educazione all'Università di Parigi VIII-Saint Denis, diventandone uno dei principali collaboratori e traduttore, con il quale partecipa all'inchiesta dell'estate 1975 sui Gnawa, musicisti della trance rituale di possessione, con Robert Peccaud e le psicologhe italiane Mariella Seminara e Maria Rosa Vitale, dalla quale ha avuto due figli. L'amica Carmen Covito ne farà un ritratto nascondendolo dietro il nome Alfredo Delledonne nel proprio romanzo autobiografico, La bruttina stagionata (1992).
Trasferitosi a Milano nel 1975 frequenta Fernanda Pivano e Mario Spinella con il quale collabora alle riviste Alfabeta e Il piccolo Hans, collabora con numerosi giornali e riviste, pubblica Marocco per Arcana editrice di Roma, cura per Feltrinelli Saggio sulla transe di Georges Lapassade e conosce il saggista e psicanalista Elvio Fachinelli, con il quale viaggia in Marocco e collabora all'Erba voglio, casa editrice e rivista. Nel 1986, a Roma, viene iniziato dal Lama Gheshe Rabten Rimpoce alle pratiche del Buddhismo Vajrayana. Nel 1980 viaggia in l'India, dove a Dharamsala incontra e intervista il Dalai Lama ( Tenzin Gyatso) ed altri Lama tibetani.  
Ha pubblicato "Marocco e Nordafrica. Una guida diversa per viaggiare differente" e curato i racconti di Paul Bowles & Mohamed M'Rabet, "M'ashish. Cento cammelli nel cortile". Nel 1988 ha esordito nella narrativa con il romanzo Hotel Oasis – nella collana «Mouse to Mouse» della Mondadori, curata da Pier Vittorio Tondelli. Nel 2005, l'Associazione Nazionale Giovani Rappresentazioni Innovative, gli conferisce Il Premio Città di Angri, suo paese natale, Arte, Cultura & Letteratura.  
Nel 1992 ha vinto il Premio Gutenberg-Avvenire con il racconto La veglia di Eric. Altri suoi racconti sono pubblicati nel volume Il viaggio. Narratori italiani contemporanei di Edizioni Nuove Scritture e in riviste letterarie, tra cui Panta (Bompiani) e Temporali . “Una volta abitavo a Milano” in: AA.VV., Esecranda, nuova antologia horror weird, 2022; "Fragmenarium; Poesie e viaggi acidi" in: Uccelli nel guscio: La letteratura beat italiana, antologia a cura di Alessandro Manca, La nuova carne edizioni, Milano 2024; "Maktub ovvero Prolegomeni a una storia della bisessualità popolare e mediterranea islamica" in: La Nuova Verdə - Verde Rivista (2023); "Ultimi nazisti a Marrakech" in: Hallucigenia: Antologia di fantasy surrealista e psichedelico, Editore Independently published (2024).
Dal 1988 al 1996 è stato critico letterario e teatrale del quotidiano Il Mattino (per il quale nell'agosto del 1993 intervista Albert Hofmann, il chimico svizzero che nel 1943 scoprì l’LSD), e occasionalmente ha scritto anche per altri giornali e periodici, quali Pianeta fresco, Re nudo, Anonimo (poi Pianeta verde, 1980-1981), La Tribù - Comuna Baires, Cyber, Quotidiano, La voce della Campania, Lotta Continua, Il Manifesto, Babilonia, Ombre Rosse, Rolling Stone, Rinascita, Alfabeta, Panta, L'Erba voglio, Abstracta, Altrove, Il piccolo Hans, Mondo e Missione, Quaderni asiatici, Il canto del cuculo, Occidente buddhista, Paramita, quaderni di buddhismo, Gai Hebdo Pied, Pratiques de Formation-Analyse e Psychologie Magazine.
È stato direttore di Mandala. Quaderni d'oriente e d'occidente e ha curato, tra l'altro: il Saggio sulla trance di Georges Lapassade; Sabba negro di Georges Lapassade, pubblicato nel 1980 da Mozzi; i libri di Lama Yeshe Il suono del silenzio (Chiara Luce edizioni, Pomaia, 1985) e Buddhismo in Occidente (Chiara Luce edizioni, Pomaia, 1990); Il mio Aids di Jean Paul Aron edito da Tullio Pironti; La cultura dell'harem di Malek Chebel (Leonardo 1989, Bollati Boringhieri 2000); L'interprete delle passioni di Ibn ‘Arabi (in collaborazione con Roberto Rossi Testi, Apogeo, 2008). Ha pubblicato in seguito i saggi Odori (Urra-Apogeo 1997, 2006), I Capelloni; Arabi e noi; Viaggi e profumi e Capelloni & Ninfette (Costa & Nolan, 2008).; Voglio vedere Dio in faccia. FramMenti dalla prima controcultura, a cura di Tobia D’Onofrio, Agenzia X, Milano, 2019; La città dei jinn, La nuova carne edizioni, Milano, 2023.
I suoi libri, dei quali alcuni tradotti in francese, tedesco, inglese e turco.

## Opere
- "Marocco e Nordafrica. Una guida diversa per viaggiare differente", Arcana Editrice 1975;
- “Adiòs muchachos”, in: Belpoliti, Bergamini, Bifo, Binaghi, De Martino, Giorgini, Ramina, Valcarenghi, 'L’altro mondo. I giovani e l’utopia dopo il ’68', Edizioni dell’Apocalisse, Milano, 1980;
- "Kleine Schriften zu zwischenmännlicher Sexualität und Erotik in der muslimischen Gesellschaft", con Arno Schmitt, Selbstverlag Verlag, Berlin, 1985;
- "Sexuality and Eroticism Among Males in Moslem Societes", con Arno Schmitt e Jehoeda Sofer, New York, London, Norwood (Australia) : Harrington Park Press : An Imprint of The Haworth Press, Inc., 1992;
- "Hotel Oasis", Mondadori, Milano, 1988;"Hôtel Oasis", Roman prefacé par Alberto Moravia, traduit de l’italien par Christian Pirlet, Editeur Biliki, Bruxelles, 2008 ;
- "Müslüman toplumlarda Erkekler arasi cinsellik ve erotizm’,  a cura di Arno Schmitt, Jehoeda Sofer [‘Sexuality and eroticism among males in Moslem societies’. Turkish.] Translated by D. Canat, Kavram, éditions Kavram yayinlari, 51, Istanbul, 1995;
- "L’ultima lettera di Vlad il Vampiro", con quattro tavole di Giorgio Bertelli, edizioni di Barbablù, Siena, 1993;
- “La casa dell’amico”, con “Ipotesi per un soggetto” di Mario Spinella”, coll. “Clessidra”, diretta da Umberto Eco, A. Guida Editori, Napoli, 1991;
- “Cortile a Marrakech”, in AA.VVV., Il Viaggio, coll. “Narrazioni/Narratori italiani contemporanei” (a cura di Angelo Gaccione), Edizioni Nuove Scritture, Milano, 1997;
- "La Nota Gradevole. Storia Naturale del Profumo", con Luigi Cristiano, Studio Edizioni, Milano, 2001;
- L' uomo che Gesù amava, Editore Croce, Roma, 2004;
- “I profumi della notte ghnaua”, in Elémire Zolla, 'Il Dio dell’ebrezza. Antologia dei nuovi dionisiaci', Einaudi, Torino, 1998;
- “Vita privata fra Haram e Halal”, in Rosamaria Vitale, 'L’amore altrove', Baldini Castoldi Dalai Editore, Milano 2004;
- "I beat e l’Oriente”, in AA.VV. , '1965-1985 venti anni di Controcultura', Gallino editore, Milano, 2016;
- "Noi di Nuova Barbonia", in: I figli dello stupore. La beat generation italiana, di Francesco Tabarelli e Alessandro Manca, Editore Sirio, Trento 2018
- "Odori",Urra-Feltrinelli, Milano, 1997,2006; AnimaMundi Edizioni, 2023.
- "Viaggi e profumi. Alla scoperta degli aromi del mondo naturale nei paesi delle essenze", con Luigi Cristiano, Urra-Feltrinelli, Milano, 2007; AnimaMundi Edizioni, Otranto (Lecce), 2022.
- "La taverna delle piccole streghe" in AA.VV. 'I Figli dello stupore. Antologia di poesia underground italiana', a cura di Alessandro Manca, Sirio Film, Trento 2018;
- Voglio vedere Dio in faccia. FramMenti dalla prima controcultura, a cura di Tobia D’Onofrio, Agenzia X, Milano, 2019;
- Addio a Mogador, Booksprint, 2020.
- La città dei jinn, La nuova carne, 2023.